# デイジー (ゲームキャラクター)
デイジー (Daisy) は、任天堂が発売したコンピュータゲームソフトのシリーズ、マリオシリーズに登場する架空の人物。デイジー姫 (Princess Daisy) とも呼称される。

デイジーのシンボルマーク

## 概要
マリオシリーズのヒロインで、架空の土地・連邦的な国家であるサラサ・ランドの姫。初登場は1989年（平成元年）4月21日発売のゲームボーイ用ソフト『スーパーマリオランド』。
性格は明るく活発で、行動派。感情表現がいたって明確で、少々子供っぽく時折ワガママな行動で周囲を困らせることがある。『マリオパーティ5』までの作品では比較的おしとやかな立ち振る舞いをしており、無邪気で茶目っ気のある性格だった  習性 という感じで おてんば娘っぽい。
だが、デイジーのマリオファミリーとしてのレギュラー化に伴い、声優の固定やピーチとの区別化によって『マリオゴルフ ファミリーツアー』以降の作品から次第に変化が見られ、勝気かつハイテンションな性格に至っている。
『マリオストライカーズ』では負けると彼女の怒りによって周囲を怯えさせたりしているが、面倒見の良い姉御肌のため評判は良い。
『マリオパーティ3』では父親の存在が本人から語られている。以降の作品でもその設定は残っており、『いただきストリートDS』などでも確認できる。なお、『マリオパーティ3』で「パパにもぶたれたことないのに〜」と言ったり、『いただきストリートDS』ではデイジーが父親に物をおねだりしようとするなど、かなり過保護な父親の様子。
スポーツ作品での能力は作品によって若干異なる。ベースの能力はピーチと同じだが、作品によっては力が強い場合もあれば普通の場合もある他、足も速い場合もあれば遅い場合もある。基本的には「テクニックは高いがピーチより劣り、その分パワーが強いので能力のバランスが良い」ことが多い。最近のスポーツ作品ではテクニックタイプからオールラウンドタイプに変更されているものもある。上品なピーチ、ミステリアスなロゼッタと対比させて、胸や尻など女性らしい体つきを強調するデザインが近年目立っている（マリオストライカーズでの尻を突き出したイメージビジュアル、バトルリーグにおける胸を突き出したイメージビジュアル、マリオカートワールドでのヘソ出しコス、など）。
実写映画『スーパーマリオ 魔界帝国の女神』ではヒロインとして登場するが設定が異なり、紫色のワンピースを着用しているほか、化石発掘調査チームのリーダーでもある。

## 体格や容姿など
『スーパーマリオランド』 - 『マリオパーティ3』
体型は標準的（顔の輪郭がやや丸みが強いことを除けばピーチと大差ない）。青い瞳にオレンジのロングヘアー。自身の名前に因み、中央が青色の雛菊のアクセサリーを付ける。王冠は赤色で、中央にヒナギクのエンブレムがはめ込んである。口紅は薄いピンク色、またはしていないようにも見える。
一部に白いラインの入った黄色のドレスを着ており、スポーツをする際は上記のドレスをモデルとした黄色いミニスカートに着替え、王冠を外している（『マリオテニス64』では2Pカラーとして薄紫色の服になる）。
『マリオテニス64』では公式アートワークでは小麦色に焼けた褐色肌だが、ゲーム内ではピーチ姫と同じ肌色と矛盾が起きている。『マリオパーティ3』ではどちらも小麦色の褐色肌になっている。
『マリオパーティ4』 - 『マリオ＆ソニック AT 東京2020オリンピック』
身長、体型、瞳が青であることは変わっていないが、顔が大きくなり（顔の輪郭は昔と変わらない）、髪もオレンジのままではあるが、後ろ髪のカールしたセミロングになった。肌の色も白に統一された。雛菊のアクセサリーの中央の色は青緑色になり、薄くオレンジ色の口紅を塗っている。王冠の色も金色に変更され（中央に雛菊のエンブレムがはめ込んでいるのは変わっていない）、スポーツをする時にも王冠を身に付けるようになった。
ドレスは一部にオレンジ色のラインの入った黄色のドレス。スポーツ用の服はノースリーブにショートパンツの服装が最初に登場した後、ノースリーブや冬用のミニスカート、同一デザインであるレオタードと水着、作品ごとのスポーツに特化した服と数多くのバリエーションが登場するようになった。
『マリオゴルフ スーパーラッシュ』、『マリオパーティ スーパースターズ』以降
身長、体格、瞳やドレスは従来と同じだが、マリオやルイージと同様の多少薄めの小麦色褐色肌に変わった。なお、この変更はデザイン変更前からサービスが開始されていた『マリオカート ツアー』には反映されていない。
『大乱闘スマッシュブラザーズシリーズ』
『大乱闘スマッシュブラザーズ for Nintendo 3DS / Wii U』までは参戦していないが、フィギュアになっていたり、ピーチのカラーチェンジとしてデイジーの容姿をモデルとしたデザインが存在する。『大乱闘スマッシュブラザーズDX』のフィギュア名鑑では『マリオパーティ3』のデザインをモデル（小麦色の褐色肌）としていたが、『大乱闘スマッシュブラザーズX』以降は髪の色がデイジーと同じである他は単なる色違いのデザインとなった。『大乱闘スマッシュブラザーズ SPECIAL』でピーチのダッシュファイターとして初のプレイアブルキャラクターとなった際にはスマブラオリジナルの装飾が施されるなど強化されたデザインのドレスを着用し、同時に身に付ける王冠と手袋も装飾が施されている。

## 歴史
初登場は1989年にゲームボーイのローンチタイトルとして発売された『スーパーマリオランド』。悪の宇宙人タタンガに地球侵略の過程で妃にするために連れ去られるが、マリオによって救出される。1991年の『マリオオープンゴルフ』では、タイトル画面でルイージのキャディーとして登場した。
1993年に作られた実写映画『スーパーマリオ 魔界帝国の女神』ではヒロインとして登場。また、本山一城の漫画『スーパーマリオ』シリーズではレギュラーキャラとして登場した。
いわゆるマリオファミリーとされるキャラクターの中では、ヨッシー（1990年）やワリオ（1992年）よりも先にデビューしたキャラクターだが、前述の2人がデビューして間もなくメインキャラクターとして活躍の場を広げていったのに対して、デイジーの登場する機会は上記の映画や漫画を除いて全くない状態が長らく続いた。その後、2000年の『マリオテニス64』開発時に、プレイアブルに適した人間キャラが不足していることから再登場を果たした。同年の『マリオパーティ3』にも『マリオテニス64』で初登場したワルイージと共に登場し、次第にその立ち位置を確定的なものにしていく。
以降の出番は、長らくマリオシリーズを扱ったスポーツゲームやマリオパーティシリーズなどに限られていたが、2017年9月にアップデートされた『Super Mario Run』にて久々にスーパーマリオシリーズに出演し、アクションゲームにおいては初めてプレイアブルキャラクターとなった。この作品では固有アクションとして2段ジャンプが可能。
2018年の『大乱闘スマッシュブラザーズ SPECIAL』では、ピーチのダッシュファイターとして大乱闘スマッシュブラザーズシリーズに初参戦。ワザや性能はピーチと同じだが、固有のモーションがいくつか用意されている。
2023年の『スーパーマリオブラザーズ ワンダー』では、家庭用ゲーム機用マリオのアクションゲームとしては初めてプレイアブルキャラクターとして登場。ファイアフラワーなどによるパワーアップも本作が初となる。

## ベビィデイジー
2008年の『マリオカートWii』からは、幼少期のデイジーであるベビィデイジーが登場するようになる。
服装のデザインはベビィピーチとほぼ同様だが、細部のデザインは大人のデイジーのドレスを基にしたものとなっており、配色も同様に大人のデイジーに準じている。また、ベビィピーチと同様、おしゃぶりをしている。
性格面は既に大人のデイジー同様に活発で、お転婆な点を見せている。特に、『スーパーマリオスタジアム ファミリーベースボール』では三振やピッチャーで使った際に散々打たれると機嫌が悪くなる様子を見せる（逆にベビィピーチは恥ずかしくて逃げるか大泣きをする）。

## 関連人物
マリオ
マリオシリーズの主人公。デイジーのデビュー作『スーパーマリオランド』では彼に自分とサラサ・ランドを救われる。そのためピーチほどではないが好相性である。『マリオパーティ』シリーズで2人がコンビを組むと「ナイスカップルズ」になる。
漫画『スーパーマリオ』ではマリオにアプローチをかける等と彼に惚れているような描写があり、ピーチとはライバル的存在だった。
ルイージ
マリオの弟。彼とペアを組む作品ではマリオ同様いずれも相性が良い。なお『マリオパーティ』シリーズで2人がコンビを組むと「じみーズ」（『マリオパーティ5』より）、「ぐうぜんカップルズ」（『マリオパーティ8』より）というコンビ名になる。
デビュー作である『スーパーマリオランド』では登場していないため、ストーリーにおいて絡む描写が存在しなかった。本格的にストーリーにおいて絡む作品としては『スーパーマリオブラザーズ ワンダー』が初。パーティやスポーツ系のゲームにおいては初めて2人が関連人物として登場したのは『マリオオープンゴルフ』であり、デイジーが彼のキャディーを務めたことがあった。デイジー復帰のきっかけとなった『マリオテニス64』でもルイージのパートナーとしての出場である。『マリオカートWii』のデイジーサーキットでは2人が仲良さそうに手をつないだ像が登場しているほか、2人のベビィバージョンも置かれている。
ピーチ
キノコ王国の姫。デイジーのことを大事な友達と認識しており、とても仲が良い。『マリオパーティ』シリーズで2人がコンビを組むと「スーパーアイドルズ」になる。
姫同士ということもあって『マリオカート ダブルダッシュ!!』以降の作品ではデイジーとコンビを組むことが多い。
ワルイージ
ルイージのライバル。『マリオパーティ3』にて、パーティシリーズで共に初登場した。『マリオパーティ』シリーズで2人がコンビを組むと「イージーズ」（『マリオパーティ5』より）、「ふらわるズ」（『マリオパーティ8』より）というコンビ名となる。
『スーパーマリオスタジアム ミラクルベースボール』では相性が悪いという設定になっている。『いただきストリートDS』でもデイジーが彼を見下していたり、対抗心を燃やしていたりしている発言がある。またワルイージも彼女に対抗心を窺わせるような発言をしている。
タタンガ
『スーパーマリオランド』でサラサ・ランドを襲撃した宇宙怪人。宇宙催眠で構成国の国民を洗脳し、デイジーを誘拐した張本人。
漫画『スーパーマリオ』では彼に一目惚れされており、誘拐した原因の一つとなっている。

## キャスト
ゲームでの配役
- ケイト・フレミング（『マリオテニス64』）
- ジェン・テイラー（『マリオパーティ3』 - 『マリオパーティ5』）
- ディアナ・マスタード（『マリオゴルフ ファミリーツアー』『マリオカート ダブルダッシュ!!』 - 『マリオストライカーズ バトルリーグ』）
- ジゼル・フェルナンデス（『スーパーマリオブラザーズ ワンダー』以降のゲーム作品）

メディアミックス作品での配役
- サマンサ・マシス（『スーパーマリオ 魔界帝国の女神』）
- 日髙のり子（『スーパーマリオ 魔界帝国の女神』日本語吹替・ソフト版）
- 岡本麻弥（『スーパーマリオ 魔界帝国の女神』日本語吹替・日本テレビ版）

## 登場作品
- スーパーマリオランド
- Super Mario Run（初の2Dマリオシリーズでのプレイアブルキャラクター）
- スーパーマリオブラザーズ ワンダー
- マリオゴルフシリーズ（『マリオオープンゴルフ』、『ファミリーツアー』、『ワールドツアー』以降）
- マリオテニスシリーズ（『マリオテニスアドバンス』を除く）
- マリオパーティシリーズ（『3』以降、『アドバンス』を除く）
- マリオカートシリーズ（『ダブルダッシュ!!』以降、『ライブ』を除く）（「アーケードグランプリ」シリーズでは表彰式の際観客として登場）
- マリオストライカーズシリーズ（バトルリーグではアップデートで追加）
- マリオスタジアムシリーズ
- マリオバスケ 3on3
- MARIO SPORTS MIX
- マリオスポーツ スーパースターズ
- スーパーマリオメーカー（「キャラマリオ」の一種として登場）
- ドクターマリオ ワールド
- 役満DS
- いただきストリートDS
- いただきストリートWii
- マリオ&ソニックシリーズ
- 大乱闘スマッシュブラザーズ SPECIAL

## amiibo
- デイジー スーパーマリオシリーズ、2016年10月20日発売
- デイジー 大乱闘スマッシュブラザーズシリーズ、2019年4月12日発売